# Krausz Gábor (építész)
Krausz Gábor (Budapest, 1875. november 25. – Budapest, 1958. március 11.) zsidó származású magyar építész és építőmester.

## Élete
Krausz Ádám szatócs és Mellinger Rozália fia, Hofstätter Béla építész sógora volt. 1891 nyarán Gutwillig Józsefnél dolgozott építészeti gyakorlaton Budapesten, majd 1891–1894 között elvégezte az Budapesti Állami Felső Ipariskola (más néven középipartanoda) 3 éves építészeti szakosztályát, ahol okleveles építőmester lett (viszont csak 1900-ban kapta meg ezt a minősítést, amikor szakvizsgát tett). 1894-ben a Strasser és Ulrich építészpárosnál helyezkedik el tanoncként.
1903-ban a Király Színház építésekor hitelezői csődeljárás indítottak ellene, csődbe jutott, és bírósági ügy is lett apósánál, Hofstätter Guttmannál foglalt fiktív követeléseiből, amiből csak 5 év múlva kerül ki pénzbüntetés terhe mellett.
Az 1900-as években főként felelős építőmesterként dolgozott a különböző építkezéseken, ugyanakkor az évtized második felében már önállóan is tervez kisebb-nagyobb épületeket. Az 1910-es évek első felében ugyan tervez pár komolyabb bérházat, de a háború ideje alatt ő sem kap nagyobb megrendeléseket. 1920-as években újhistorizáló (azon belül főleg neobarokk) stílusú házakat tervezett, 1935 után modern stílusra váltott, de vannak art décos épületei is. Elsősorban Újlipótvárosban állnak házai. Több alkotását Stettner Gusztávval közösen készítette.
Összesen körülbelül 60 épületet, főleg spekulációs bérházakat tervezhetett. Neobarokk épületeinél a részleteket rendszeresen, házról-házra ismételte. Újlipótvárosi bérházainak külsejét párizsi elegancia, az előcsarnokokat gazdag anyaghasználat jellemzi.
Első felesége 1900-tól az akkor 21 éves Margittai Zelma volt, aki alig két év után, 1902. novemberében halt meg váratlanul. Második felesége Hofstätter Malvina (1883–1941) volt, akivel 1903. október 11-én Budapesten, a Ferencvárosban kötött házasságot.  Egy fiuk született, Zoltán, aki később Krassóra magyarosította a nevét.
A Kozma utcai izraelita temetőben nyugszik.

## Ismert épületei

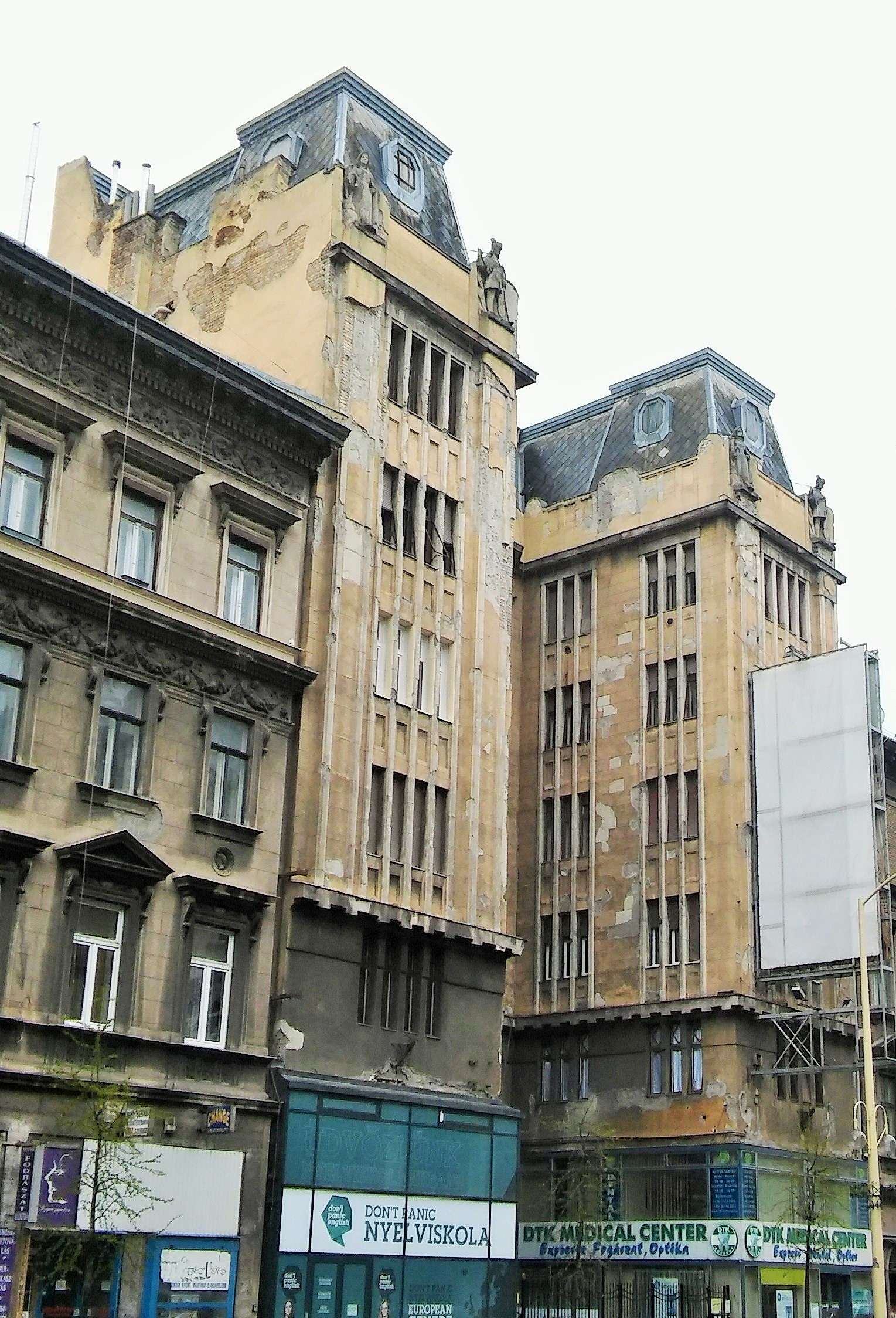
Hofstätter-bérház, Budapest, Rákóczi út 51.

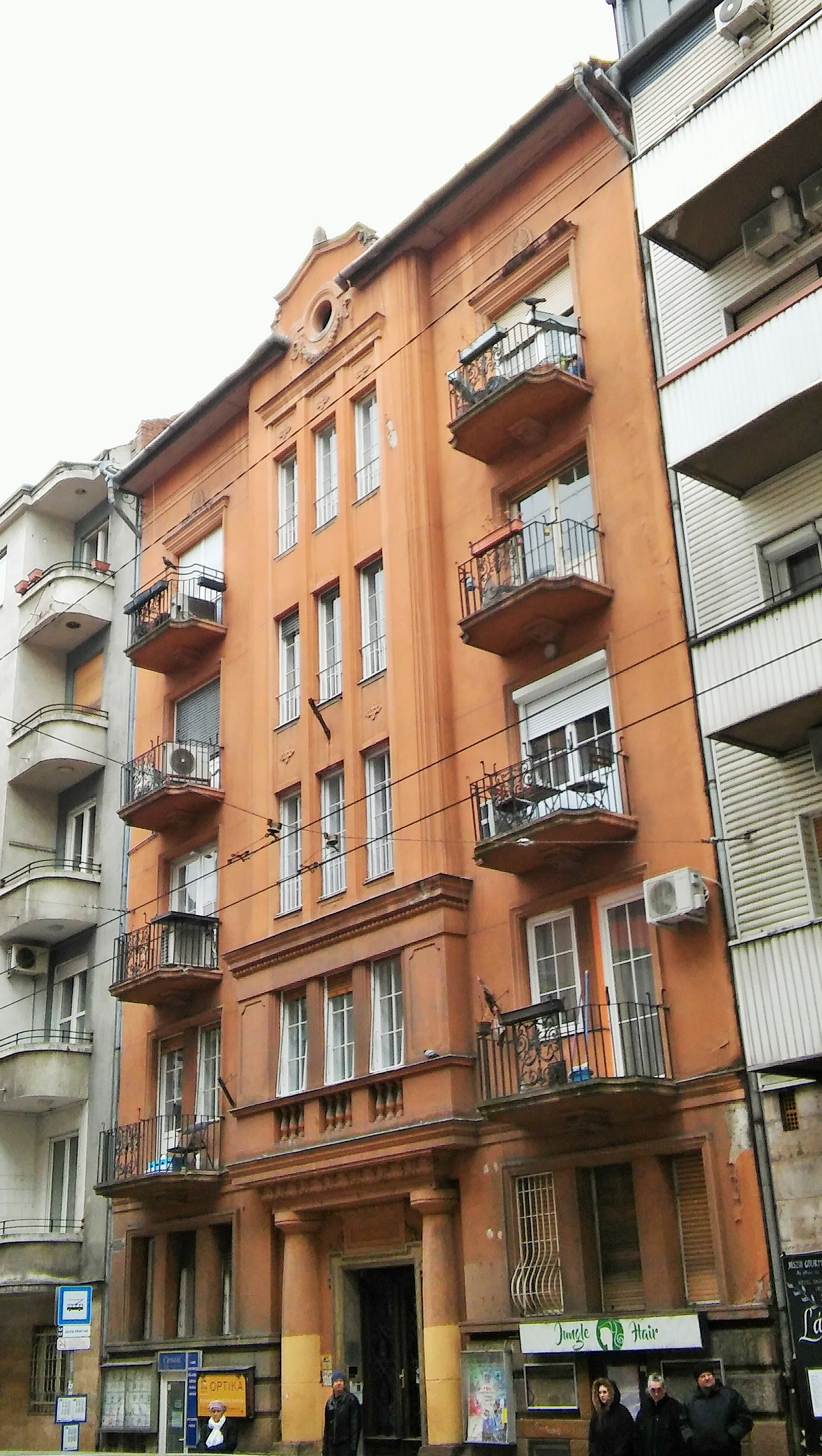
lakóház, Budapest, Budai Nagy Antal u. 5.

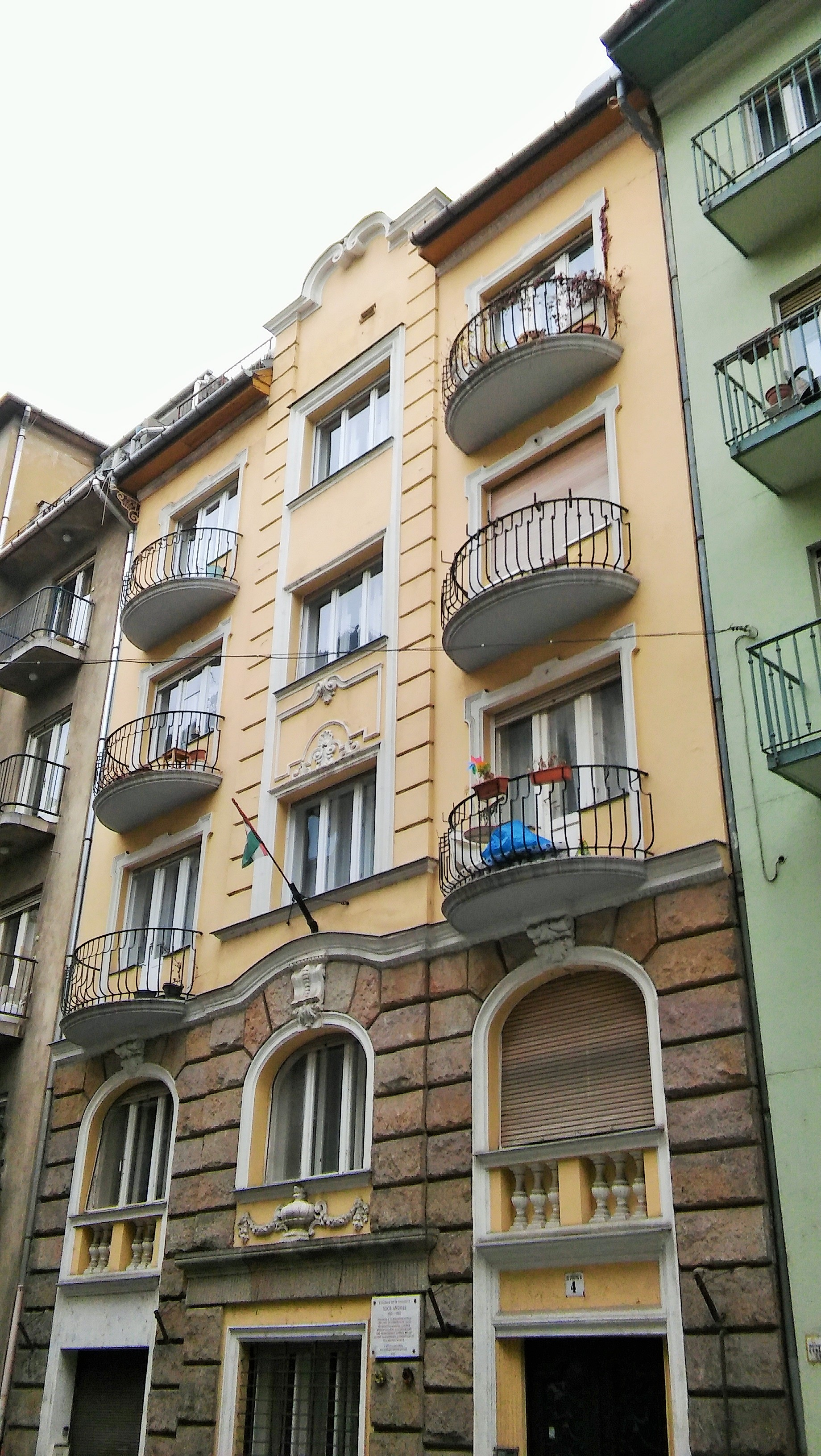
lakóház, Budapest, Gyöngyház u. 4.

- 1911/1912: Hofstätter-bérház, Budapest, Rákóczi út 51.[9][10][11] (Stettner Gusztávval közös munka)
- 1931: lakóház, Budapest, Muskátli utca 8.[12]
- 1931: lakóház, Budapest, Thököly út 104.[12]
- 1931: lakóház, Budapest, Limanova tér 22.[12]
- 1931–1932: lakóház, Budapest, Nagy Lajos király útja 186.[12]
- 1931–1932: lakóház, Budapest, Szabolcska Mihály utca 18.[12]
- 1932: lakóház, Budapest, Mexikói út 58.[12]
- 1932: lakóház, Budapest, Táltos utca 5.[12]
- 1932: lakóház, Budapest, Leonardo da Vinci u. 43/a.[4]
- 1932–1933: lakóház, Budapest, Egyedi utca 7.[12]
- 1933: lakóház, Budapest, Gyöngyház u. 4.[13]
- 1933: lakóház, Budapest, Kacsa utca 5.[12]
- 1933: lakóház, Budapest, Bán utca 1/b.[12]
- 1933: lakóház, Budapest, Kosciuszko Tádé u. 43.[4]
- 1933: lakóház, Budapest, Kiss János altábornagy u. 24/c.[6] (átalakítva)[4]
- 1933: lakóház, Budapest, Thököly út 146.[12]
- 1933–1934: lakóház, Budapest, Gyöngyház utca 4.[12]
- 1933–1934: lakóház, Budapest, Hollán Ernő utca 20.[12]
- 1934: lakóház, Budapest, Cházár András utca 2/a.[12] (lebontva)
- 1934: lakóház, Budapest, Ugocsa utca 16.[12]
- 1934: lakóház, Budapest, Keleti Károly utca 20a/b.[12]
- 1934–1935: lakóház, Budapest, Miskolci u. 84.[4]
- 1934–1935: lakóház, Budapest, Kőris utca 3/a.[12]
- 1934–1935: lakóház, Budapest, Mária tér 2.[12]
- 1935–1935: lakóház, Budapest, Hattyú utca 10.[12] (elpusztult)
- 1935: lakóház, Budapest, Nagy Diófa u. 29.[6]
- 1935: lakóház, Budapest, Budai Nagy Antal u. 5.[6]
- 1935: lakóház, Budapest, Farkastorki út 31.[12]
- 1935: lakóház, Budapest, Iskola utca 35/b.[12]
- 1936: lakóház, Budapest, Katona József u. 35.[4][6]
- 1936: lakóház, Budapest, Thurzó utca 19.[12]
- 1936: lakóház, Budapest, Bajvívó u. 11.[4][6]
- 1936–1937: lakóház, Budapest, Mexikói út 57-59.[12]
- 1936–1937: lakóház, Budapest, Victor Hugo utca 43.[12]
- 1936–1937: lakóház, Pozsonyi út 43.[12]
- 1936–1937: lakóház, Budapest, Balzac u. 33.[4]
- 1937: lakóház, Budapest, Balzac u. 48/a.[4][6]
- 1937: lakóház, Budapest, Balzac u. 50/a.[4]
- 1937: lakóház, Budapest, Pozsonyi út 52.[6]
- 1938: lakóház, Budapest, Képíró utca 4.[12]
- 1939: lakóház, Budapest, Attila út 85.[12]
- 1939–1940: lakóház, Budapest, Stollár Béla u. 12/b.[6]
- 1940: lakóház, Budapest, Kresz Géza utca 41.[12]
- 1940: lakóház, Budapest, Stollár Béla utca 12/b[12]
- 1940: lakóház, Erzsébet királyné útja 62/a.[12]
- 1940: lakóház, Lajos utca 16.[12]
- 1940: lakóház, Budapest, Katona József u. 2/e.[4][6]
- 1940–1941: lakóház, Budapest, Visegrádi u. 36.[4][6]
- 1941–1942: lakóház, Budapest, Csanády utca 42.[12]
- 1941–1942: lakóház, Kapás utca 47.[12]
- 1941–1942: lakóház, Szent László út 72/a.[12]
- 1942: lakóház, Budapest, Fillér utca 50/b.[12]
- 1942: lakóház, Budapest, Visegrádi u. 38/b.[4][6]

## Egyéb hivatkozások
- Bolla Zoltán: Újlipótváros építészete 1861–1945. Budapest: Ariton Kft. 2019.  ISBN 9786150058528